# Nordstromia sumatrana
Nordstromia sumatrana es una especie de insecto lepidóptero de la familia Drepanidae.

## Distribución geográfica
Es endémico de Sumatra (Indonesia).

## Estado de conservación
Se encuentra amenazada por la pérdida de su hábitat natural.